# Liste der Kulturdenkmäler in Hamburg-Eidelstedt
Die Liste der Kulturdenkmäler in Hamburg-Eidelstedt enthält die in der Denkmalliste ausgewiesenen Denkmäler auf dem Gebiet des Stadtteils Eidelstedt der Freien und Hansestadt Hamburg.
Basis ist der Datensatz Denkmalliste Hamburg auf dem Transparenzportal Hamburg. Dieser enthält alle Objekte, die rechtskräftig nach dem Hamburger Denkmalschutzgesetz vom 5. April 2013 unter Denkmalschutz stehen (§ 6 Abs. 1 DSchG HA) oder zumindest zeitweise standen. Die Denkmalliste steht auch als PDF-Dokument zur Verfügung. Alle Denkmäler in Eidelstedt, die schon nach dem Denkmalschutzgesetz vom 3. Dezember 1973, zuletzt geändert am 27. November 2007, unter Denkmalschutz standen, sind auch auf der Liste der Kulturdenkmäler im Hamburger Bezirk Eimsbüttel zu finden.

## Legende
- ID: Gibt die vom Denkmalschutzamt Hamburg vergebene Objekt-ID (Identifikationsnummer) des Kulturdenkmals an, (in Klammern gegebenenfalls die Denkmalnummer nach altem Denkmalschutzgesetz).
- Adresse: Nennt den Straßennamen und, wenn vorhanden, die Hausnummer des Kulturdenkmals. Die Grundsortierung der Liste erfolgt nach dieser Adresse.
- Art: Zeigt an, ob es ein Objekt („O“) oder ein Ensemble („E“) ist.
- Datierung: Gibt die Datierung an; das Jahr der Fertigstellung bzw. den Zeitraum der Errichtung.
- Ensemble: Gibt die Nummer des Ensembles an, zu der das Objekt gehört, bzw. bei Ensembles die Nummer des Ensembles selbst.

Hinweis: Die Grundsortierung der Liste erfolgt nach der Adresse und ist alternativ nach ID, Art (Objekt oder Ensemble), Typ, Datierung, Entwurf oder Kurzbeschreibung sortierbar.

| ID           | Adresse | Art | Typ                                                 | Kurzbeschreibung                                                                                   | Datierung              | Entwurf                                          | Ensemble | Bild           |
| ------------ | --- | --- | --------------------------------------------------- | -------------------------------------------------------------------------------------------------- | ---------------------- | ------------------------------------------------ | -------- | -------------- |
| 19695        | Bollweg 2 (Lage) | O   | Einfamilienhaus                                     | | 1895                   | nicht ermittelbar                                |          |                |
| 19698 (457)  | Dörpsweg 2 (Lage) | O   | Wohnwirtschaftsgebäude                              | | 1700/1800              | nicht ermittelbar                                |          |                |
| 19700        | Eidelstedter Dorfstraße 19 (Lage)                                                                                            | O   | Kirche                                              | Elisabethkirche                                                                                    | 1906                   | Groothoff, Hugo                                  |          |                |
| 19726        | Eidelstedter Dorfstraße auf dem Friedhof (Lage)                                                                              | O   | Kriegerdenkmal (Kriegerdenkmal 1870/71)             | | 1871, nach             |                                                  | 30669    | BW             |
| 19727        | Eidelstedter Dorfstraße auf dem Friedhof (Lage)                                                                              | O   | Kriegerdenkmal (Kriegerdenkmal 1914/18 und 1939/45) | | 1962                   | Schramm, Max                                     | 30669    |                |
| 30669        | Eidelstedter Dorfstraße auf dem Friedhof (Lage)                                                                              | E   |                                                     | Kriegerdenkmal Friedhof Eidelstedter Dorfstraße                                                    |                        |                                                  | 30669    |                |
| 19407        | Eidelstedter Platz auf dem Busbahnhof (Lage)                                                                                 | O   | Denkmal                                             | Denkmal für die Erhebung Schleswig-Holsteins                                                       | 1908, nach             | G. V.                                            |          |                |
| 19699 (1473) | Elbgaustraße 59 (Lage) | O   | Feuerwache                                          | | 1924                   | Rehder, Werner                                   |          |                |
| 19896 (1473) | Elbgaustraße 59a (Lage) | O   | Feuerwache                                          | | 1924                   | Rehder, Werner                                   |          | BW             |
| 30668        | Elbgaustraße 94, 96, 98, 100, o.Nr., Heimstättenstraße 1, 3, 5, 6, 8, Redingskamp 5, 7, 9, 11, 13, 15, 17, 19, 21, 23 (Lage) | E   |                                                     | Elbgaustraße / Heimstättenstraße / Redingskamp                                                     |                        |                                                  | 30668    | BW             |
| 19720        | Elbgaustraße 94 (Lage) | O   | Wohngebäude                                         | | 1929–1931              | Heimstätte Schleswig-Holstein                    | 30668    | BW             |
| 19722        | Elbgaustraße 94 (Lage) | O   | Wohngebäude                                         | | 1929–1931              | Heimstätte Schleswig-Holstein                    | 30668    | BW             |
| 19715        | Elbgaustraße 96 (Lage) | O   | Wohngebäude                                         | | 1929–1930              | Heimstätte Schleswig-Holstein                    | 30668    | BW             |
| 19719        | Elbgaustraße 98 (Lage) | O   | Wohngebäude                                         | | 1929–1930              | Heimstätte Schleswig-Holstein                    | 30668    | BW             |
| 19724        | Elbgaustraße 100 (Lage) | O   | Wohngebäude                                         | | 1929–1930              | Heimstätte Schleswig-Holstein                    | 30668    | BW             |
| 19404        | Elbgaustraße o.Nr. (Lage) | O   | Ringlokschuppen                                     | Ringlokschuppen des Rangierbahnhofs Eidelstedt, ehem.                                              | 1922; 1942             |                                                  |          | BW             |
| 30667        | Furtweg 15, 17 (Lage) | E   |                                                     | Furtweg 15, 17                                                                                     |                        |                                                  | 30667    | BW             |
| 19704 (1657) | Furtweg 15 (Lage) | O   | Einfamilienhaus; u. a.                              | | 1933–1934              | Ostermeyer, Friedrich R.                         | 30667    |                |
| 19703        | Furtweg 17 (Lage) | O   | Einfamilienhaus                                     | | 1935                   | Ostermeyer, Friedrich R.                         | 30667    | BW             |
| 19701        | Furtweg 56 (Lage) | O   | Schule                                              | Schule Furtweg                                                                                     | 1904; 1910; 1927; 1952 |                                                  |          | weitere Bilder |
| 19897 (1473) | Furtweg 57 (Lage) | O   | Feuerwache                                          | | 1924                   | Rehder, Werner                                   |          | BW             |
| 19898 (1473) | Furtweg 57a (Lage) | O   | Feuerwache                                          | | 1924                   | Rehder, Werner                                   |          | BW             |
| 19697        | Halstenbeker Weg 22 (Lage)                                                                                                   | O   | Kirche                                              | Christuskirche                                                                                     | 1960                   | Hopp & Jäger (Hopp, Bernhard/Jäger, Rudolf)      |          |                |
| 19721        | Heimstättenstraße 1 (Lage)                                                                                                   | O   | Wohngebäude                                         | | 1929–1930              | Heimstätte Schleswig-Holstein                    | 30668    | BW             |
| 19718        | Heimstättenstraße 3 (Lage)                                                                                                   | O   | Wohngebäude                                         | | 1929–1930              | Heimstätte Schleswig-Holstein                    | 30668    | BW             |
| 19717        | Heimstättenstraße 5 (Lage)                                                                                                   | O   | Wohngebäude                                         | | 1929–1930              | Heimstätte Schleswig-Holstein                    | 30668    | BW             |
| 19723        | Heimstättenstraße 6 (Lage)                                                                                                   | O   | Wohngebäude                                         | | 1929–1930              | Heimstätte Schleswig-Holstein                    | 30668    | BW             |
| 19716        | Heimstättenstraße 8 (Lage)                                                                                                   | O   | Wohngebäude                                         | | 1929–1930              | Heimstätte Schleswig-Holstein                    | 30668    | BW             |
| 19403 (297)  | Holsteiner Chaussee o.Nr., auf der Höhe von Nr. 45 (Lage)                                                                    | O   | Meilenstein                                         | Dänischer Meilenstein an der Holsteiner Chaussee (E039C)                                           | 1832                   |                                                  |          |                |
| 19702        | Kieler Straße 602 (Lage) | O   | Wohnhaus                                            | | 1870/1880              |                                                  |          |                |
| 29549        | Kieler Straße 603 (Lage) | O   | Wohngebäude                                         | Wohngebäude und Eisenzaun                                                                          | 1890/1910              |                                                  |          |                |
| 19696 (605)  | Kieler Straße nördlich von Nr. 677 (Lage)                                                                                    | O   | Straßenbrücke                                       | Dänenbrücke                                                                                        | 1805                   |                                                  |          | weitere Bilder |
| 19694        | Nebenbahnstraße 14 (Lage) | O   | Wohnhaus/Werkstatt (Weberei)                        | | 1928                   | Höger, Fritz                                     |          | BW             |
| 29551 (964)  | Nebenbahnstraße 31 (Lage) | O   | Bahnhof (Vorortbahn)                                | ehem. AKN-Bahnhof Eidelstedt-Ost, Bahnhofsgebäude, Güterabfertigung, Pflasterung und Toilettenhaus | 1912                   | Brünicke, Wilhelm                                |          |                |
| 19693        | Niekampsweg 24 (Lage) | O   | Kirche                                              | St. Gabrielkirche                                                                                  | 1959–1960              | Bargholz, Karlheinz                              |          |                |
| 19406 (1528) | Niendorfer Gehege neben Kleingartenverein 303 Waldfrieden (Lage)                                                             | O   | Grenzstein                                          | | nicht ermittelbar      |                                                  |          |                |
| 19408        | Ottostraße 17 (Lage) | O   | Einfamilienhaus                                     | | 1960                   | Mensinga, Hans/Rogalla, Dieter                   |          | BW             |
| 19707        | Redingskamp 5 (Lage) | O   | Wohngebäude                                         | | 1929–1931              | Heimstätte Schleswig-Holstein                    | 30668    | BW             |
| 19709        | Redingskamp 7 (Lage) | O   | Wohngebäude                                         | | 1929–1931              | Heimstätte Schleswig-Holstein                    | 30668    | BW             |
| 19713        | Redingskamp 9 (Lage) | O   | Wohngebäude                                         | | 1929–1931              | Heimstätte Schleswig-Holstein                    | 30668    | BW             |
| 19708        | Redingskamp 11 (Lage) | O   | Wohngebäude                                         | | 1929–1931              | Heimstätte Schleswig-Holstein                    | 30668    | BW             |
| 19710        | Redingskamp 13 (Lage) | O   | Wohngebäude                                         | | 1929–1931              | Heimstätte Schleswig-Holstein                    | 30668    | BW             |
| 19714        | Redingskamp 15 (Lage) | O   | Wohngebäude                                         | | 1929–1931              | Heimstätte Schleswig-Holstein                    | 30668    | BW             |
| 19712        | Redingskamp 17 (Lage) | O   | Wohngebäude                                         | | 1929–1931              | Heimstätte Schleswig-Holstein                    | 30668    | BW             |
| 19705        | Redingskamp 19 (Lage) | O   | Wohngebäude                                         | | 1929–1931              | Heimstätte Schleswig-Holstein                    | 30668    | BW             |
| 19711        | Redingskamp 21 (Lage) | O   | Wohngebäude                                         | | 1929–1931              | Heimstätte Schleswig-Holstein                    | 30668    | BW             |
| 19706        | Redingskamp 23 (Lage) | O   | Wohngebäude                                         | | 1929–1931              | Heimstätte Schleswig-Holstein                    | 30668    | BW             |
| 30633        | Reichsbahnstraße 10 (Lage)                                                                                                   | E   |                                                     | Reichsbahnstraße 10                                                                                |                        |                                                  | 30633    |                |
| 19405 (1929) | Reichsbahnstraße 10 (Lage)                                                                                                   | O   | Wohnwirtschaftsgebäude                              | | 1900/1905              |                                                  | 30633    |                |
| 29098 (1929) | Reichsbahnstraße 10 (Lage)                                                                                                   | O   | Hofpflasterung                                      | | 1900, um               |                                                  | 30633    |                |
| 29099 (1929) | Reichsbahnstraße 10 (Lage)                                                                                                   | O   | Windbäume                                           | | 20. Jh.                |                                                  | 30633    |                |
| 29550        | Vogt-Kölln-Straße 155 (Lage)                                                                                                 | O   | Altenwohnanlage                                     | Altenwohnanlage mit Kapelle, Grünfläche und Freiraumausstattung                                    | 1961–1962              | Gutschow, Konstanty/Müller, Jürgen/Käding, C.-P. |          | BW             |